# Walter Frank Raphael Weldon
Pour les articles homonymes, voir Weldon.
Walter Frank Raphael Weldon est un zoologiste britannique, né le 15 mars 1860 à Highgate en Londres et mort à Oxford le 13 avril 1906.

## Biographie
Il est le second fils de Walter Weldon, journaliste, chimiste et d’Anne Cotton. Il commence ses études en 1867 à l’University College de Londres avec l’intention de devenir médecin. En 1868, il passe au King's College de Londres, puis en 1878 au St John's College de Cambridge. Là, sous l’influence de Francis Maitland Balfour (1851-1882) il abandonne ses études de médecine pour s’orienter vers la zoologie. Après l’obtention de son diplôme en sciences naturelles en 1881, il part un an à la station de biologie marine de Naples. Il revient à Cambridge en 1882 où il devient démonstrateur de zoologie et donne des cours sur la morphologie des invertébrés. En 1886, il part étudier la faune marine des Bahamas.
En 1889, découvrant un livre sur l’hérédité de Sir Francis Galton (1822-1911), Weldon comprend l’importance des méthodes statistiques pour l’étude des animaux. Il commence alors une étude statistique sur la morphologie de la crevette et fait paraître deux publications dans les Proceedings of the Royal Society marquant là le début de la biométrie.
En 1890, il devient membre de la Royal Society. En 1891, il succède à Sir Edwin Ray Lankester (1847-1929) à la chaire Jodrell de zoologie à l’University College de Londres, poste qu’il conserve jusqu’en 1899. Ses cours sont très recherchés. En 1894, il commence à diriger un comité au sein de la Royal Society chargé d’effectuer des séries de mesures sur les plantes et les animaux.  Pour Weldon, la démonstration des théories de Charles Darwin (1809-1882) passe par des études statistiques. Il travaille alors avec son collègue, le mathématicien Karl Pearson (1857-1936).
En 1899, il obtient la chaire Linacre d’anatomie comparée. En 1900, les travaux de Gregor Mendel (1822-1884) sont alors redécouverts et diffusés en Grande-Bretagne par William Bateson (1861-1926). K. Pearson et lui s’opposent à ce dernier, son ancien élève.
En 1906, durant ses vacances, il contracte une grippe qui se complique en pneumonie. Il meurt dans sa maison natale de Londres.
Le prix Weldon (en) de mathématiques appliquées à la biologie, décerné tous les ans par l'université d'Oxford, est ainsi nommé en son honneur.

## Source
- The Dictionary of National Biography (Oxford University Press) (en anglais)